# West Midlands (regiune)
West Midlands (Tărâmurile de mijloc vestice) este una dintre cele nouă regiuni ale Angliei. 

## Diviziuni administrative
Regiunea este formată din următoarele comitate (ceremoniale și ne-metropolitate) și autorități unitare:
| Comitat ceremonial | Comitat/Autoritate unitară | Districte |
| ------------------ | -------------------------- | --- |
| Herefordshire      |                            | |
| Shropshire         | Shropshire                 | Bridgnorth, North Shropshire, Oswestry, Shrewsbury and Atcham, South Shropshire                                                       |
| Shropshire         | Telford and Wrekin         | |
| Staffordshire      | Staffordshire              | Cannock Chase, East Staffordshire, Lichfield, Newcastle-under-Lyme, South Staffordshire, Stafford, Staffordshire Moorlands, Tamworth, |
| Staffordshire      | Stoke-on-Trent             | |
| Warwickshire       | Warwickshire               | North Warwickshire, Nuneaton and Bedworth, Rugby, Stratford-on-Avon, Warwick                                                          |
| West Midlands      | West Midlands              | Birmingham, Coventry, Dudley, Sandwell, Solihull, Walsall, Wolverhampton,                                                             |
| Worcestershire     | Worcestershire             | Bromsgrove, Malvern Hills, Redditch, Worcester, Wychavon, Wyre Forest                                                                 |